# Viktor Paskov
Viktor Markos Paskov (Bulgaars: Виктор Пасков) (Sofia, 10 september 1949 - Bern, 16 april 2009) was een Bulgaars schrijver en musicus.
Paskov studeerde aan de hogeschool voor muziek en theater in Leipzig en bleef na zijn studies nog 4 jaar in de DDR als jazz-muzikant en operazanger. In 1980 ging hij terug naar Bulgarije, waar hij onder meer actief werd als scenarioschrijver. Van 2002 tot 2004 stond hij aan het hoofd van het Bulgaars cultuurcentrum in Berlijn.
Zijn bekendste boek is Balada za Georg Chenich (Nederlands: Ballade voor Georg Henych) uit 1987. De roman speelt zich af in het Sofia van de jaren '50 en is quasi-autobiografisch. Het vertelt het verhaal van een Tsjechisch migrant, de vioolbouwer Georg Henych. De vioolbouwer leert de jonge Viktor het belang van kunst, geloof en liefde, waarden die ontbraken in het financieel en cultureel verkommerde Sofia van de beginjaren van het communisme.
Paskov stierf in april 2009 aan longkanker.

## Werken
- Balada za Georg Chenich (Ballade voor Georg Henych), 1987, in Duitse vertaling: Viola d'Amore, 1993, ISBN 3-378-00526-2
- Germanija - mrǎsna prikazka (Duitsland - gruwelverhaal, 1993, ISBN 954-445-076-9, in Franse vertaling: Allemagne, conte cruel, 1992, ISBN 2-87678-096-8
- Autopsija na edna ljubov (Autopsie van een Liefde), 2005, ISBN 9547930214